# Jade Wilson
Pour les articles homonymes, voir Wilson.
Jade Wilson, né en 1977 et morte par suicide le 14 mai 1998 à Perth à l'âge de 21 ans, est une joueuse de squash représentant la Nouvelle-Zélande. Elle atteint la 18e place au classement mondial. Elle est la seule championne du monde junior néo-zélandaise l'emportant en 1995 après avoir battu en finale la championne en titre Rachael Grinham.
En 2013, elle est intronisée au New Zealand Squash Hall of Fame.

## Palmarès

### Titres
- Championnats du monde junior : 1995
- British Junior Open : 1995

### Finales
- Championnat de Nouvelle-Zélande : 1996